# Gubernia de Erevã
Gubernia de Erevã (em russo: Эриванская губернія; em armênio/arménio:  Երևանի նահանգ; em azeri: İrəvan quberniyası) foi um dos gubernias do Vice-reino do Cáucaso do Império Russo, com seu centro administrativo em Erevã. Sua área era de 27.830 quilômetros quadrados.  Correspondia aproximadamente ao que é hoje a maior parte da Armênia central, à província de Eder da Turquia e ao exclave de Naquichevão do Azerbaijão. No final do séc. XIX, fazia fronteira com a Gubernia de Tíflis ao norte, a Gubernia de Elizavetpol a leste, ao Oblast de Carse a oeste e a Pérsia e o Império Otomano ao sul. 
Em 1828, os canatos de Erevã e o Naquichevão foram anexados da Pérsia pelo Império Russo, em conformidade com o Tratado de Turcamanchai. Eles foram incluídos em uma única unidade administrativa denominada Oblast Armênio. Em 1850, o oblast foi reorganizado em um gubernia e, em 1872, consistia em sete uezdes. Louis Joseph Jérôme Napoléon (1864–1932), sobrinho-neto de Napoleão I, foi nomeado governador em 1905 para ajudar a acalmar o gubernia depois dos conflitos entre armênio e tártaro. 

## Divisão administrativa
O Gubernia consistia nos seguintes uezdes: 
| № | Uezde           | Centro administrativo | Área, km 2 | População (1897) |
| - | --------------- | --------------------- | ---------- | ---------------- |
| 1 | Alexandropol    | Alexandropol          | 3.759,8    | 168.435          |
| 2 | Naquichevão     | Naquichevão           | 3.858,8    | 86.878           |
| 3 | Nova Baiazete   | Nova Baiazete         | 6.123,8    | 112.111          |
| 4 | Surmalu         | Eder                  | 3.245,0    | 88.844           |
| 5 | Xarur-Daralaiaz | Baxe-Noraxém          | 2.972,3    | 76.551           |
| 6 | Erevã           | Erevã                 | 3.032,0    | 127.072          |
| 7 | Echemiazim      | Valarsapate           | 3.858,0    | 124.643          |

## Dados demográficos
Segundo o censo russo de 1897, o Gubernia de Erevã tinha 829.556 habitantes.  56% da população do gubernia eram armênios, 37,5% eram tártaros ( azerbaijanos modernos).  Os azerbaijanos estavam em maioria nos uezdes de Erevã, Naquichevão, Xarur-Daralaiaz e Surmalu; os outros três uezdes eram predominantemente armênios. Outras minorias étnicas incluíam curdos (5,9%), russos (2,1%), bem como um número menor de assírios, gregos, georgianos, judeus, poloneses e ciganos.

### Grupos étnicos em 1897
Grupos étnicos na província de Erevã, de acordo com o censo russo de 1897. 
| Uezde           | Armênios | Azerbaijão | Curdos | Russos | Assírios |
| TOTAL           | 53,2%    | 37,8%      | 6,0%   | 1,6%   | ...      |
| --------------- | -------- | ---------- | ------ | ------ | -------- |
| Alexandropol    | 85,5%    | 4,7%       | 3,0%   | 3,4%   | ...      |
| Naquichevão     | 34,4%    | 63,7%      | ...    | ...    | ...      |
| Nova Baiazete   | 66,3%    | 28,3%      | 2,4%   | 2,2%   | ...      |
| Surmalu         | 30,4%    | 46,5%      | 21,4%  | ...    | ...      |
| Xarur-Daralaiaz | 27,1%    | 67,4%      | 4,9%   | ...    | ...      |
| Erevã           | 38,5%    | 51,4%      | 5,4%   | 2,0%   | 1,5%     |
| Echemiazim      | 62,4%    | 29,0%      | 7,8%   | ...    | ...      |

## Governadores
Lista dos governadores do Gubernia de Erevã.
- (1849 - 1859) Ivan Nazarov
- (1860 - 1862) Mikhail Astafev
- (1862 - 1863) Nikolai Koliubakin
- (1863 - 1865) Alexei Kharitonov
- (1869 - 1873) Nikolai Karmalin
- (1873 - 1880) Mikhail Roslavlev
- (22 de março de 1880 - 22 de dezembro de 1890) Mikhail Shalikov
- (2 de fevereiro de 1891 - 16 de novembro de 1895) Alexandre Frese
- (20 de fevereiro de 1896 - 1916) Vladimir Tiesenhausen
- (1905) Louis Joseph Jérôme Napoléon
- (1905 - 1906) Maxud Alikhanov-Avarski
- (1916-1917) Arkadi Strelbitski
- (14 de março de 1917 - novembro de 1917) VA Kharlamov
- (Novembro de 1917) Avetis Agarian
- (1917-1917) Sokrat Tiurosian